# Tom Canta Vinícius
Tom canta Vinicius é um álbum ao vivo do músico brasileiro Antônio Carlos Jobim em tributo ao poeta e diplomata, Vinicius de Moraes do qual Tom foi amigo íntimo. O álbum foi lançado no ano de 2000 pela gravadora Biscoito Fino.

## Gravação
O show foi gravado no Centro Cultural Banco do Brasil, no Rio de Janeiro no ano de 1990. O show foi dirigido por Paulo Jobim e Jaques Morelenbaum.

## Lista de faixas
Compõem o álbum: 
| N.º | Título                      | Duração |  |
| 1.  | "Soneto Da Separação"       | 2:33    |  |
| 2.  | "Valsa De Eurídice"         | 2:14    |  |
| 3.  | "Serenata Do Adeus"         | 3:53    |  |
| 4.  | "Medo De Amar"              | 3:58    |  |
| 5.  | "Insensatez"                | 4:18    |  |
| 6.  | "Poética"                   | 0:42    |  |
| 7.  | "Eu Não Existo Sem Você"    | 3:17    |  |
| 8.  | "Derradeira Primavera"      | 2:49    |  |
| 9.  | "Modinha"                   | 2:04    |  |
| 10. | "Eu Sei Que Vou Te Amar"    | 2:21    |  |
| 11. | "Carta ao Tom/Carta do Tom" | 3:01    |  |
| 12. | "A Felicidade"              | 3:48    |  |
| 13. | "Você e Eu"                 | 3:47    |  |
| 14. | "Samba Do Carioca"          | 2:21    |  |
| 15. | "Ela É Carioca"             | 2:42    |  |
| 16. | "Garota de Ipanema"         | 3:18    |  |
| 17. | "Pela Luz Dos Olhos Teus"   | 3:00    |  |

## Lançamento
Apesar do show ter sido gravado em janeiro de 1990, somente em 2000 foi lançado o CD do show pela Biscoito Fino, dez anos após a realização do show e seis anos após a morte do Tom. Em 2009, a Biscoito Fino relançou o álbum novamente em CD.

## Músicos
Os músicos do show foram: 
- Paula Morelenbaum (voz)
- Jaques Morelenbaum (cello)
- Paulo Jobim (violão e voz)
- Danilo Caymmi (flauta e voz)